# Adenophyllum squamosum
Adenophyllum squamosum là một loài thực vật có hoa trong họ Cúc. Loài này được (A.Gray) Strother mô tả khoa học đầu tiên năm 1986.